# Liste der Kulturdenkmale in Bernbruch (Kamenz)
In der Liste der Kulturdenkmale in Bernbruch sind die Kulturdenkmale des Kamenzer Ortsteils Bernbruch verzeichnet, die bis Juli 2017 vom Landesamt für Denkmalpflege Sachsen erfasst wurden (ohne archäologische Kulturdenkmale). Die Anmerkungen sind zu beachten.

## Bernbruch
| Bild | Bezeichnung                                                                | Lage                                                               | Datierung                              | Beschreibung | ID       |
| ---- | -------------------------------------------------------------------------- | ------------------------------------------------------------------ | -------------------------------------- | --- | -------- |
|      | Fränkischer Torbogen eines ehemaligen Dreiseithofes                        | An der Dorfaue 3, 5 (Karte)                                        | 1. Hälfte 19. Jahrhundert (Kern älter) | Straßenbildprägend und singuläre Bedeutung. Wohnstallhaus und Scheune wurden nach Objektbesichtigung am 29. April 2004 mit Unterer Denkmalschutzbehörde des Landkreises Kamenz gestrichen. Bereits starke bauliche Veränderungen, die im Inneren Authentizität verringerten, so dass beide Bauten nur noch im äußeren Erscheinungsbild Denkmaleigenschaften aufweisen, aber nicht bzgl. ihrer Originalsubstanz. Bis 2011 irrtümlich unter Dorfaue in der Denkmalliste. | 09227052 |
|      | Wohnstallhaus, Scheune und Seitengebäude eines Dreiseithofes               | An der Dorfaue 9 (Karte)                                           | 1. Hälfte 19. Jahrhundert              | Wohnstallhaus Putzbau mit Fledermausgaupen, Scheune mit zwei großen Toren, Seitengebäude eingeschossiger Putzbau, weithgehend unverändert in seiner Struktur erhalten, baugeschichtlich und wirtschaftsgeschichtlich von Bedeutung, stark gefährdet, bis 2011 irrtümlich unter Dorfaue in der Denkmalliste | 09227051 |
|      | Pestsäule                                                                  | An der Dorfaue 21 (bei; sichtbar vom Weg Hinter den Höfen) (Karte) | Nach 1585                              | Granitstein mit Relief, das eine nicht näher erkennbare Figur zeigt, in eine Stieleiche eingewachsen, ortsgeschichtlich von Bedeutung, bis 2011 irrtümlich unter Dorfaue in der Denkmalliste | 09227055 |
|      | Wohnstallhaus und Scheune eines ehemaligen Dreiseithofes                   | An der Dorfaue 31 (Karte)                                          | Um 1800                                | Wohnstallhaus Obergeschoss Fachwerk, Scheune mit zwei Rundbogentoren, spiegelt ursprüngliche Ortsbebauung wider, baugeschichtlich und wirtschaftsgeschichtlich von Bedeutung, Wohnstallhaus Erdgeschoss Bruchsteinmauerwerk, bis 2011 irrtümlich unter Dorfaue in der Denkmalliste | 09227050 |
|      | Balkenbrücke über das Schwosdorfer Wasser                                  | Lindenstraße (Karte)                                               | 19. Jahrhundert                        | Steindecker aus Granit, baugeschichtlich und technikgeschichtlich von Bedeutung | 09227057 |
|      | Denkmal für die Gefallenen des Ersten und Zweiten Weltkrieges              | Lindenstraße (Karte)                                               | Nach 1918                              | Ortsgeschichtlich von Bedeutung, Granitobelisk mit Feuerschale, Spruchtafel zerstört | 09227054 |
|      | Ehemalige Schule mit Einfriedung (ohne Nebengebäude)                       | Lindenstraße 1 (Karte)                                             | 1909                                   | Heute Gemeindeamt, zeittypischer Putzbau mit reicher Dachlandschaft und Uhrentürmchen, baugeschichtlich und ortsgeschichtlich von Bedeutung, zweigeschossig, Fledermausgaupen, Dachreiter mit Uhr | 09227049 |
|      | Gedenkstein zur Erinnerung an die Übergabe der Stadt Kamenz am 7. Mai 1945 | Nordstraße (Ortsausgang nach Biehla) (Karte)                       | 1965                                   | Ortsgeschichtlich von Bedeutung. Sowjetischer Gedenkstein, Kreuzung Bernbruch – Cunnersdorf. An dieser Stelle erwartete ein Kamenzer Kommunist am 7. Mai 1945 das Kommando der vorrückenden Roten Armee und trug so dazu bei, die Stadt vor der Zerstörung zu bewahren. | 09227058 |
|      | Pestsäule                                                                  | Nordstraße 77 (bei) (Karte)                                        | Nach 1585                              | Granitstein mit Kreuz- und Figurenrelief, ortsgeschichtlich von Bedeutung, ehemaliger Bildstock | 09227056 |

## Tabellenlegende
- Bild: Bild des Kulturdenkmals, ggf. zusätzlich mit einem Link zu weiteren Fotos des Kulturdenkmals im Medienarchiv Wikimedia Commons. Wenn man auf das Kamerasymbol klickt, können Fotos zu Kulturdenkmalen aus dieser Liste hochgeladen werden:
- Bezeichnung: Denkmalgeschützte Objekte und ggf. Bauwerksname des Kulturdenkmals
- Lage: Straßenname und Hausnummer oder Flurstücknummer des Kulturdenkmals. Die Grundsortierung der Liste erfolgt nach dieser Adresse. Der Link (Karte) führt zu verschiedenen Kartendiensten mit der Position des Kulturdenkmals. Fehlt dieser Link, wurden die Koordinaten noch nicht eingetragen. Sind diese bekannt, können sie über ein Tool mit einer Kartenansicht einfach nachgetragen werden. In dieser Kartenansicht sind Kulturdenkmale ohne Koordinaten mit einem roten bzw. orangen Marker dargestellt und können durch Verschieben auf die richtige Position in der Karte mit Koordinaten versehen werden. Kulturdenkmale ohne Bild sind an einem blauen bzw. roten Marker erkennbar.
- Datierung: Baubeginn, Fertigstellung, Datum der Erstnennung oder grobe zeitliche Einordnung entsprechend des Eintrags in der sächsischen Denkmaldatenbank
- Beschreibung: Kurzcharakteristik des Kulturdenkmals entsprechend des Eintrags in der sächsischen Denkmaldatenbank, ggf. ergänzt durch die dort nur selten veröffentlichten Erfassungstexte oder zusätzliche Informationen
- ID: Vom Landesamt für Denkmalpflege Sachsen vergebene, das Kulturdenkmal eindeutig identifizierende Objekt-Nummer. Der Link führt zum PDF-Denkmaldokument des Landesamtes für Denkmalpflege Sachsen. Bei ehemaligen Kulturdenkmalen können die Objektnummern unbekannt sein und deshalb fehlen bzw. die Links von aus der Datenbank entfernten Objektnummern ins Leere führen. Ein ggf. vorhandenes Icon  führt zu den Angaben des Kulturdenkmals bei Wikidata.